# Мышкино (Череповецкий район)
Мышкино — деревня в Череповецком районе Вологодской области.
Входит в состав Ягницкого сельского поселения, с точки зрения административно-территориального деления — в Ягницкий сельсовет.
Расстояние по автодороге до районного центра Череповца — 125 км, до центра муниципального образования Ягницы — 15 км. Ближайшие населённые пункты — Глинское, Пленишник, Красный Двор.
По переписи 2002 года население — 3 человека.